# Surubim (kommun)
Surubim är en kommun i Brasilien.   Den ligger i delstaten Pernambuco, i den östra delen av landet, 1 600 km nordost om huvudstaden Brasília. Antalet invånare är 58 444.
Följande samhällen finns i Surubim:
- Surubim

Omgivningarna runt Surubim är huvudsakligen savann. Runt Surubim är det ganska tätbefolkat, med 199 invånare per kvadratkilometer.